# Eligmoderma aragua
Eligmoderma aragua là một loài bọ cánh cứng trong họ Cerambycidae.